# Concerto di Natale con i Flintstones
Concerto di Natale con i Flintstones (A Flintstones Christmas Carol) è un film d'animazione natalizio USA del 1994 prodotto da Hanna-Barbera. È basato sulla storia di Charles Dickens, Canto di Natale.

## Trama
Dal capolavoro di Charles Dickens, la rivisitazione del famoso Canto di Natale raccontata da Fred, Wilma, Barney, Betty, Bam Bam, Ciottolina e Dino.

## Doppiaggio
| Nome del personaggio                                              | Doppiatore originale | Doppiatore italiano |
| ----------------------------------------------------------------- | -------------------- | ------------------- |
| Fred Flintstone / Ebonezer Scrooge                                | Henry Corden         | Mario Zucca         |
| Wilma Slaghoople Flintstone / Belle / Fantasma del Natale Passato | Jean Vander Pyl      | Elda Olivieri       |
| Barney Rubble / Bob Cragit / Sig. Fezziwig                        | Frank Welker         | Diego Sabre         |
| Betty McBricker Rubble / Emily Cragit                             | B.J. Ward            | Cinzia Massironi    |
| Ciottolina Flintstone / Martha Cragit                             | Russi Taylor         | Emanuela Pacotto    |
| Bamm-Bamm Rubble / piccolo Tim Cragit                             | Don Messick          | Federica Valenti    |
| Dino / Fantasma del Natale Futuro                                 | John Stephenson      | ?                   |
| George Slate / Jacob Marley                                       | John Stephenson      | Oliviero Corbetta   |
| Charles Brickens / Charles Dickens                                | John Rhys-Davies     | Enrico Bertorelli   |
| Ned / Ned Scrooge                                                 | Will Ryan            | Giuseppe Calvetti   |
| Garnett Feldspar / Fan Scrooge                                    | Marsha Clark         | Patrizia Scianca    |
| Erwin / Fantasma del Natale Presente                              | Brian Cummings       | Giovanni Battezzato |
| Maggie Magma                                                      | Marsha Clark         | Elisabetta Spinelli |
| Philo Quartz                                                      | René LeVant          | Riccardo Lombardo   |
| Joe Rockhead                                                      | Don Messick          | Sergio Romanò       |